# Октябрьский (Унечский район)
Октябрьский — поселок в Унечском районе Брянской области в составе Ивайтёнского сельского поселения.

## География
Находится в центральной части Брянской области на расстоянии приблизительно 24 км на восток-юго-восток по прямой от вокзала железнодорожной станции Унеча.

## История
Упоминался с 1930-х годов. На карте 1941 года отмечен как поселок с 26 дворами.

## Население
Численность населения: 20 человек (русские 100 %) в 2002 году, 4 в 2010.